# Antoni Malczak
Antoni Malczak (ur. 17 czerwca 1948 w Kamionce Wielkiej) – polski muzyk, pedagog, animator kultury.
Dyrektor Małopolskiego Centrum Kultury SOKÓŁ w Nowym Sączu (ówczesnego Wojewódzkiego Ośrodka Kultury) od 1980 do 2019 roku. Organizator i inicjator wielu przedsięwzięć o wymiarze lokalnym, krajowym i międzynarodowym, m.in. ogólnopolskiej konferencji poświęconej ochronie niematerialnego dziedzictwa kulturowego – Kongresu Kultury Regionów, Międzynarodowego Festiwalu Dziecięcych Zespołów Regionalnych Święto Dzieci Gór, Międzynarodowego Festiwalu i Konkurs Sztuki Wokalnej im. Ady Sari. Wyróżniony m.in. Medalem „Zasłużony Kulturze Gloria Artis” (2008) oraz Złotym Krzyżem Zasługi (2013).

## Życiorys
Absolwent Państwowej Szkoły Muzycznej II stopnia im. Fryderyka Chopina w Nowym Sączu, Studium Nauczycielskiego w Nowym Sączu oraz Akademii Muzycznej w Krakowie. Nauczyciel w Państwowej Szkole Muzycznej I i II stopnia w Nowym Sączu w latach 1969–1978. Zatrudniony w Wojewódzkim Ośrodku Kultury w 1978 roku, 1 października 1980 roku objął funkcję dyrektora tej instytucji i piastował ją do 31 lipca 2019. W latach 1994–1998 radny Rady Miasta Nowego Sącza i członek nieetatowy Zarządu Miasta.
Zainicjował i zrealizował rozbudowę zabytkowego obiektu SOKOŁA oraz budowę nowego obiektu – Galerii Sztuki Współczesnej BWA SOKÓŁ (1994–2010).
Pomysłodawca, inicjator i realizator licznych przedsięwzięć i projektów o wymiarze lokalnym oraz międzynarodowym, m.in.:
- Międzynarodowego Festiwalu Sztuki Wokalnej im. Ady Sari (od 1985),
- Międzynarodowego Festiwalu Dziecięcych Zespołów Regionalnych Święto Dzieci Gór (od 1992),
- Kongresu Kultury Regionów (od 2015),
- Sądeckiego Festiwalu Iubilaei Cantus (od 1995),
- Międzynarodowego Festiwalu Wirtuozerii i Żartu Muzycznego Fun and Classic (od 2001),
- Festiwalu Muzyki Organowej L’Arte Organica (od 2000).

Członek honorowy Polskiego Stowarzyszenia Pedagogów Śpiewu, współtwórca i członek założyciel Towarzystwa Gimnastycznego SOKÓŁ w Nowym Sączu, członek założyciel Polskiego Towarzystwa Etnochoreologicznego, Polskiej Sekcji CIOFF.

## Wyróżnienia i nagrody
Za pracę społeczną i zawodową otrzymał:
- Srebrny Krzyż Zasługi (1986),
- tytuł „Człowiek Roku” przyznany przez czytelników Gazety Krakowskiej (1993),
- Medal Komisji Edukacji Narodowej (1998),
- Brązowy Medal „Zasłużony Kulturze Gloria Artis” (2008),
- Odznakę i tytuł „Zasłużony dla Ziemi Sądeckiej” (2010),
- Tarczę Herbową Zasłużony dla Miasta Nowego Sącza (2011),
- Złoty Krzyż Zasługi (2013)[4],
- Nagroda im. Oskara Kolberga „Za zasługi dla kultury ludowej” w kategorii „Naukowcy, badacze, animatorzy” (2020)[5].
- Krzyż Kawalerski Orderu Odrodzenia Polski (2025)